# Мюскода (містечко, Вісконсин)
Мюскода (англ. Muscoda) — місто (англ. town) в США, в окрузі Грант штату Вісконсин. Населення — 754 особи (2020).

## Демографія
Згідно з переписом 2010 року, у місті мешкало 769 осіб у 297 домогосподарствах у складі 205 родин. Було 361 помешкання
Расовий склад населення:
| - 98,4 % — білих - 0,3 % — чорних або афроамериканців - 0,1 % — корінних американців |

До двох чи більше рас належало 1,2 %. Частка іспаномовних становила 0,5 % від усіх жителів.
За віковим діапазоном населення розподілялося таким чином: 25,5 % — особи молодші 18 років, 62,5 % — особи у віці 18—64 років, 12,0 % — особи у віці 65 років та старші. Медіана віку мешканця становила 40,8 року. На 100 осіб жіночої статі у місті припадало 96,7 чоловіків;  на 100 жінок у віці від 18 років та старших — 100,3 чоловіків також старших 18 років.
Середній дохід на одне домашнє господарство  становив 63 798 доларів США (медіана — 47 125), а середній дохід на одну сім'ю — 77 151 долар (медіана — 64 750). Медіана доходів становила 47 375 доларів для чоловіків та 27 391 долар для жінок. За межею бідності перебувало 9,8 % осіб, у тому числі 10,4 % дітей у віці до 18 років та 15,5 % осіб у віці 65 років та старших.
Цивільне працевлаштоване населення становило 342 особи. Основні галузі зайнятості: виробництво — 26,6 %, освіта, охорона здоров'я та соціальна допомога — 23,7 %, сільське господарство, лісництво, риболовля — 10,5 %, роздрібна торгівля — 7,9 %.